# Ute (Iowa)
Pour les articles homonymes, voir Ute.
Ute est une ville du comté de Monona, en Iowa, aux États-Unis. Elle est incorporée le 4 novembre 1892. La ville est nommée en hommage aux Utes.

## Source de la traduction
- (en) Cet article est partiellement ou en totalité issu de l’article de Wikipédia en anglais intitulé « Ute, Iowa » (voir la liste des auteurs).